# وجوهات شرعی
وجوهات شرعی به مبالغی گفته می‌شود که هر مسلمان شیعه دوازده امامی در برهه‌های مختلف زمانی به یک مجتهد یا نمایندهٔ مراجع تقلید پرداخت می‌کند.
برخی از این مبالغ به شرح زیر است:
- خمس
- زکات
- فطریه
- کفاره

## مطالعه بیشتر
- مبانی تصرف در وجه شرعی، مجله حوزه، ۱۳۷۲، شماره ۵۶ و ۵۷